# ブラックホール型自治体
ブラックホール型自治体 (ブラックホールがたじちたい）とは、自治体内の低い合計特殊出生率のために、人口の維持や増加を「他地域からの人口流入」に依存している地方公共団体（地方自治体）を指す、21世紀の日本における用語。あらゆるものを吸い込むブラックホールを由来に名付けられた。
2020年代時点で、30年後の推計で「移動仮定における20代から30代の若年女性人口の減少率」が、人口の転入が現行レベル以上のまま続く場合には半数未満にとどまる一方、転入が現行レベル未満を下回っていく場合には「消滅可能性自治体」のように減少率が半数以上になる自治体。30年間後の推計「20代から30代の女性の減少率」が20%未満は「自立持続可能性自治体」に区分される。
2014年から10年ごとに公表されている。

## 一覧

### 2024年統計
2024年4月末の発表によると東京都の特別区は23区ある中で17自治体が「ブラックホール型自治体」である。東京都の17区、下記の8自治体の合わせた25箇所の地方自治体が「ブラックホール型自治体」と指摘された。「ブラックホール型自治体」は埼玉県（2箇所）・千葉県（1箇所）・東京都（17箇所）を含めると25箇所中21箇所と、関東地域が「日本のブラックホール型自治体」の8割以上を占めている。
- 北海道:喜茂別町、占冠村
- 関東地方
  - 埼玉県：蕨市、毛呂山町
  - 千葉県：浦安市、酒々井町
  - 東京都：新宿区、文京区、台東区、墨田区、品川区、目黒区、大田区、世田谷区、渋谷区、中野区、杉並区、豊島区、北区、荒川区、板橋区、練馬区、青ヶ島村（島嶼部）
- 近畿地方
  - 京都府：京都市
  - 大阪府：大阪市